# 珠芽百合
珠芽百合（学名：Lilium bulbiferum）是百合科百合属的一种有地下鳞茎的多年生草本植物。種小名bulbiferum的意思是「具有鱗莖的」，形容它的地上莖具有珠芽。

## 描述
珠芽百合平均高度为20—90（7.9—35.4英寸），最高可达120（47英寸）。其球茎为卵形，白色鳞片大且尖锐，鳞片直径可达约1.5厘米1.5（0.59英寸）。茎直立，叶子披针形，长达10厘米。花序为一到五朵短毛花。花為兩性花且没有味道，有六个花被片，外侧比内侧稍窄。这些花长度可达4-6厘米，为明亮的黄橙色，上面有红褐色小点。雄蕊是直立的，大约只有花被片一半长，花药红色。花期从五月延伸到七月。
珠芽百合有两个变种，Lilium bulbiferum var. croceum (Chaix) Baker生长在分布区域西部，Lilium bulbiferum var. bulbiferum生长在东部。只有後一種會在位於莖頂端葉子的葉腋中長出珠芽。珠芽成熟後，將它由莖上剝下來，可以用來繁殖這種植物。

## 分布
本物种在欧洲中部和南部的山区常见，从比利牛斯山区到巴尔干半岛北部。

## 习性
珠芽百合生长在高山草甸和岩石。它们喜欢在温暖，阳光充足地方的石灰性土壤生长，也可以生长在微酸性土壤。生长区域的海拔高度为500—1,900（1,600—6,200英尺）。